# Great Dyke

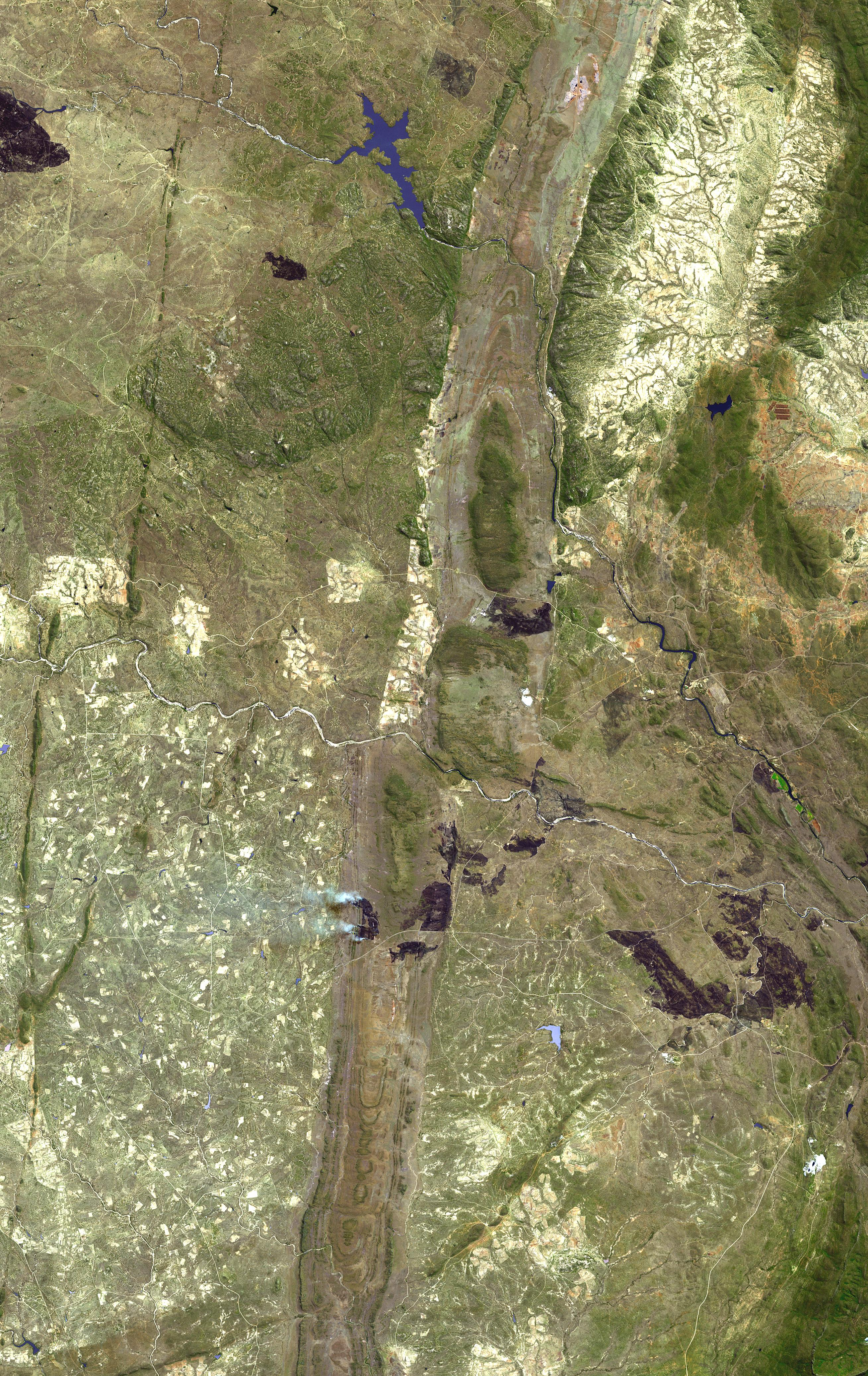
Der Great Dyke aus dem Orbit nahe Zvishavane.

Der Great Dyke (deutsch: „Großer Gang“) ist ein von ausgeprägter Synklinalstruktur gekennzeichneter Magmatit-Körper, der Simbabwe etwa in Nord-Süd-Richtung in Form einer 520 Kilometer langen, 5 bis 12 Kilometer breiten, langgezogenen und axial grabenartig eingesunkenen Intrusionsstruktur durchzieht. Er ist reich an wirtschaftlich bedeutsamen Mineralen und nach petrographischen Gesichtspunkten im Wesentlichen von Ultramafititen (wechsellagernd Pyroxenite und Peridotite) geprägt, begleitet von Gabbros, Noriten und Serpentiniten sowie von Graniten und Gneisen des Archaikums flankiert.

## Beschreibung
Ein Dyke bildet sich durch das Eindringen (Intrusion) von flüssigem Magma in bereits gebildete Gesteine. Der Great Dyke ist vor etwa 2,6 Milliarden Jahren entstanden. Sein Alter war im Zusammenhang mit den in Simbabwe weit verbreiteten Sedimentsystemen lange nicht feststellbar, weil er als isolierter Körper von einem Basement-Komplex umgeben ist. Seit seiner Entstehung ist er zum größten Teil unverändert geblieben. Im Süden ist der Great Dyke ein schmales Band von Hügeln und Felsrücken, die nach Norden hin ansteigen, wo sie mit dem Umvukwe-Plateau eine Höhe von 460 m erreichen.
Der Great Dyke reicht bis zum Bushveld-Komplex in der Region Transvaal in  Südafrika, der noch einmal 500 km südlich von seinem oberirdischen Südende liegt.

## Bergbau
Der Great Dyke ist reich an Rohstoffen. Chrom, Nickel, Gold, Silber, Platin, Zinn, Glimmer und Asbest werden hier gefördert. Die lagenartig auftretenden Chromerzvorkommen (Chromit), meistens in Dunitstrukturen eingeschlossen, zählen weltweit zu den bedeutendsten Lagerstätten für die metallurgische Industrie. Die Platinvorkommen hatten um 1927 in der Südafrikanischen Union heftiges Interesse ausgelöst. Auf Grund der Lagerstättenverhältnisse und der damit verbundenen komplizierten Gewinnungsmethoden gingen die Platinbergbauaktivitäten wieder zurück.
Mehrere Bergbaustädte Simbabwes wie Shamva, Bindura, Kadoma mit Muzvezve, Kwekwe, Redcliffe, Gweru, Shurugwi, Somabhula, Mashava Mine liegen am Great Dyke.

## Geschichte seiner Erforschung
Der Great Dyke wurde durch Europäer erstmals von Carl Mauch erforscht, der die Ruinen von Khami und Groß-Simbabwe 1870 besuchte. Dennoch wurden die reichen Erzvorkommen am Great Dyke erst 1918 erkannt und danach systematisch erkundet.